# خلل معرفي إبصاري مكاني
الخلل المعرفي الإبصاري المكاني هو فقد الإحساس «بالمكان» بالنسبة للشخص والبيئة المحيطة به وبالنسبة للأشياء وبعضها البعض. فعادة ما يرتبط الخلل المعرفي الإبصاري المكاني بـ العمه الطبوغرافي.

## الأعراض
نادرًا ما تظهر نفس أعراض المتلازمة في كل مريض. فمن أمثلة بعض الأعراض التي قد تظهر:
- تعذر الأداء التعميري: صعوبة في التكوين: الرسم والنسخ والتصميم ونسخ النماذج ثلاثية الأبعاد
- العمه الطبوغرافي: صعوبة تحديد المرء لطريقه في البيئة
- الرنح البصري: عيب في الوصول بمساعدة البصر
- تعذر الأداء الحركي العيني: عدم القدرة على توجيه الحملقة، وقصور (فشل) في بدء (استهلال) حركات العين السريعة
- تعذر الأداء بالارتداء: صعوبة في ارتداء الملابس ترتبط عادةً بعدم القدرة على توجيه الملابس مكانيًا، وترتبط بالقصور في إدراك أعضاء الجسم وموضع الجسم وأعضائه بالنسبة لبعضهم البعض وبالنسبة للأشياء في البيئة المحيطة
- التباس الاتجاهين الأيمن والأيسر: صعوبة تمييز الفارق بين الاتجاهين اليسار واليمين

## مناطق الآفات
لقد حددت الدراسات منطقة المخ التي إذا تلفت سببت الخلل المعرفي الإبصاري المكاني، فهي على حد منطقة الصدغي الجداري القذالي. وبشكل سائد، توجد الآفات (تلف ينتج عادة عن سكتة دماغية) في التلفيف الزاوي في نصف الكرة المخي الأيمن (لدى الأشخاص الذين لديهم اللغة في نصف الكرة المخي الأيسر)، وتكون الآفات عادة أحادية الجانب، أي توجد في نصف كرة مخي واحد.
تنتج الآفات أحادية الجانب إشارات خلل معرفي أكثر تعقيدًا مثل فقد تسمية الأشياء (عدم القدرة على تسمية شيء ما) وعمه تعرف الوجوه (عدم القدرة على التعرف على الوجوه) وتعذر القراءة (عدة القدرة على القراءة) وتعذر الأداء بالارتداء وقصور الذاكرة بالإضافة إلى أعراض الخلل المعرفي الإبصاري المكاني.
يشترك الخلل المعرفي الإبصاري المكاني في العديد من الأعراض مع متلازمة بالينت وقد توجد هذه الأعراض في وقت واحد. فيرتبط الخلل المعرفي الإبصاري المكاني، مع متلازمة بالينت بـ مرض آلزهايمر باعتبارهما علامة مبكرة على المرض. فبصورة عامة، يعد فقد الذاكرة أول أعراض بدء مرض ألزهايمر، ولكن يكون الاعتلال البصري أو الاعتلال الإبصاري المكاني هو العرض الظاهر في بعض الحالات ويشيع ظهوره بعد ذلك في إطار المرض.

## دراسات الحالة
نشر دافيد جي كوجان (David G. Cogan) عام 1979م عملاً مطولاً يصف فيه 17 حالة مصابة بالخلل المعرفي الإبصاري المكاني. وفيما يلي بعض أمثلة المرضى الذين عانوا من الخلل المعرفي الإبصاري المكاني من دراسة كوجان:
- دراسة حالة 1: رجل يبلغ من العمر 60 عامًا، شعر بالتشويش بينما كان يقود سيارته وضل طريقه في بيئة مألوفة بالنسبة له. ولقد سار إلى المرفأ وحدد مكان سيارته دون مشكلة ولكنه قفز إلى المقعد الخلفي الأيسر خطأً. وكان بمقدوره قيادة السيارة إلى خارج المرفأ ولكنه وجد صعوبة في تحديد مكان عجلة القيادة ومفتاح التشغيل.
- دراسة حالة 3: رجل يبلغ من العمر 69 عامًا فقد أشياء بينما كان يشير إليها وارتكب أخطاء أثناء محاولته الوصول إليهم. ولكنه يمكنه تمييز الألوان ويتميز بحدة إبصار عادية.
- دراسة حالة 13: سيدة تبلغ من العمر 57 عامًا يفترض أنها مصابة بمرض ألزهايمر، ولكنها لا يمكنها القراءة. فيمكنها رؤية الحروف الفردية ولكنها لا يمكنها ربطها لتكوين كلمات أو عبارات مفيدة. ويمكنها التعرف أفضل على الأشياء بلمسها وعينيها مغلقتين من لمس تلك الأشياء وعيناها مفتوحتان، وهذا ما تفعله غالبًا للتعرف على الأشياء. وتعاني تلك السيدة أيضًا من عمه الأشياء، ولكنها تتغلب على هذا الأمر بلمس الأشياء للتعرف عليها.

يتضح جليًا أن مرض الخلل المعرفي الإبصاري المكاني لا يظهر بالطريقة نفسها، رغم أن جميع تلك الحالات السابقة قد تم تشخيص إصابتها بهذا المرض مع أمراض أخرى مصاحبة.

## العلاج
بالنسبة للمرضى المصابين بالخلل المعرفي الإبصاري المكاني، يمكن تقوية المعلومات المدخلة بإضافة مدخلات إدراكية لمسية أو حركية أو لفظية. ويتحقق هذا مع أسلوب العلاج المهني العام بتعليم العملاء الذين يعانون من قصور عقلي أن يستخدموا أكثر وسائل المدخلات الإدراكية المتوافقة فعاليةً، الأمر الذي قد يمكنهم من إنهاء مهمة ما.